# Odontonema sessile
Odontonema sessile är en akantusväxtart som beskrevs av Carl Ernst Otto Kuntze. Odontonema sessile ingår i släktet Odontonema och familjen akantusväxter. Inga underarter finns listade i Catalogue of Life.